# Mercedes-Benz Studie SLK II
Mercedes-Benz Studie SLK II ist ein Konzeptfahrzeug von Mercedes-Benz, das im Herbst 1994 auf dem Pariser Autosalon vorgestellt wurde. Es ging 1996 als Mercedes-Benz R 170 in Serie.

## Beschreibung
Die Basis bildete der Mercedes-Benz Studie SLK I, der bereits im Frühjahr 1994 präsentiert wurde. Angetrieben wurde das Fahrzeug von einem Vierzylinder-Viertakt-Ottomotor. Es hatte Hinterradantrieb und ein Fünfgangschaltgetriebe.
Während beim Mercedes-Benz Studie SLK I im Innenraum viel glänzendes Metall zu sehen war, ist bei dieser Studie der Innenraum mit Leder eleganter gestaltet, vorherrschend ist die Farbe Blau (eine „Verbeugung vor der Gastnation“: Französische Rennwagen sind traditionell blau lackiert). Die Mercedes-Benz Studie SLK II unterscheidet sich ansonsten durch Kleinigkeiten von der Mercedes-Benz Studie SLK I: Die Überrollvorrichtung ist unverkleidet und es wurde ein Cabrioverdeck als elektrohydraulisches Variodach hinzugefügt; das Dach wurde innerhalb von 25 Sekunden geöffnet oder geschlossen.

## Serienproduktion
1996 begann die Serienfertigung als Mercedes-Benz R 170.